# أندريا فيراري (متسابق يخت)
أندريا فيراري (بالإيطالية: Andrea Ferrari)‏ هو متسابق يخت إيطالي، (و. 1915 – 2011 م).

## وصلات خارجية
- أندريا فيراري على موقع الاتحاد الدولي للملاحة الشراعية (موقع قديم) (الإنجليزية)
- أندريا فيراري على موقع اللجنة الأولمبية الدولية (الإنجليزية)
- أندريا فيراري على موقع أوليمبيديا (الإنجليزية)